# Krassimir Avramov
Krassimir Avramov (en búlgaro: Красимир Аврамов) es un cantante búlgaro.

## Biografía
Krassimir nació en Sliven, Bulgaria, pero pronto se trasladó a la capital del país Sofía, donde estudió y trabajó. Krassimir tiene un raro tono de voz en los hombres, es tenor-altino. En 1997, sacó su primer álbum, Silent Voices, que fue un éxito en Bulgaria. En 1998, Krassimir se fue a Los Ángeles, California, para continuar su carrera en el mundo del espectáculo. En 2005 ganó el premio “Superstar of the Year” de los L.A. Music Awards por su álbum Popera. En 2009 sacó otro álbum en compañía de otros muchos cantantes de ópera como José Carreras y Mario Frangoulis.
Ese mismo año, Krassimir representó a Bulgaria en el Festival de la Canción de Eurovisión 2009 con la canción "Illusion". Sin embargo, el tema no logró superar las semifinales, quedando en 16º lugar con 7 puntos.

## Discografía
- 1997: Mălčlivi glasove
- 2005: Popera
- 2009: Popera Illussion